# 1017
| 1017               |
| ------------------ |
| Dødsfald - Fødsler |
|                    |

| Gregoriansk kalender | 1017 MXVII              |
| Ab urbe condita      | 1770                    |
| Armensk kalender     | 466 ԹՎ ՆԿԶ              |
| Kinesiske kalender   | 3713 – 3714 丙辰 – 丁巳 |
| Etiopisk kalender    | 1009 – 1010             |
| Jødisk kalender      | 4777 – 4778             |
| Hindukalendere       |                         |
| - Vikram Samvat      | 1072 – 1073             |
| - Shaka Samvat       | 939 – 940               |
| - Kali Yuga          | 4118 – 4119             |
| Iransk kalender      | 395 – 396               |
| Islamisk kalender    | 407 – 408               |

Konge i Danmark: Harald 2. 1014-1018
Se også 1017 (tal)